# Amerila bipartita
Amerila bipartita là một loài bướm đêm thuộc phân họ Arctiinae, họ Erebidae.